# Kutt
Kuttは短縮URLを生成する自由かつオープンソースのソフトウェアである。

## 概要
Telegram上の開発者コミュニティの「The Devs」が開発する短縮URL作成ソフトウェアである。単に作成するのみではなくアクセス情報を記録、閲覧することが可能である。
公式サイト上においても短縮URLが作成可能であり、メールアドレスを登録することでパスワード設定およびカスタム文字列を設定することが可能となっている。